# Српска православна црква Рођења Богородице у Ботошу
Српска православна црква рођења Богородице у Ботошу саграђена je 1783. године, како пише у троугаоном тимпанону на западној фасади. Црква је подигнута у барокном стилу. То је једнобродна грађевина са петостраном олтарском апсидом на источној страни и звоником над западним прочелјем. Kонструкција цркве почива на масивним ободним зидовима и елипсастим луцима који носе плитке сводове.
Фасаде цркве су једноставно и скромно декорисане, постоји само вертикална подела дорским пиластрима који носе кордонски венац, а између њих се налазе једноставни прозорски отвори без декоративне малтерске пластике. Обе бочне фасаде имају по један портик у средишњем делу идентичан оном на западном прочељу цркве. Западна фасада је богатије декорисана. Изнад портика налази се слепи прозор са зидним сликом „Рођење Богородице”, а све то уоквирује тимпанон. Звоник цркве има типичан барокни изглед.
Иконостас је радио Константин Пантелић 1864. године и то је једно од последњих дела овог уметника, у коме се осећа јак утицај Kонстантина Данила. Иконостас је зидан, а слике су рађене на платну и потом фиксиране на зид, осим слика на царским, северним и јужним дверима које су рађене на дрвету. Осим иконостаса Пантелић је осликао Богородичин и Архијерејски трон, Христов гроб, певнице и крст на дарохранилици.
Од зидног сликарства у цркви је евидентирано пет слика. На северном зиду је „Христ пред Пилатом”, а на јужном је „Улазак у Јерусалим”. Обе слике су рађене техником уља на платну, а потом фиксиране на зидну површину. Слика на северној страни је потписана и датована од стране Васе Поморишца, 1925. године.
Зидно сликарство унутрашњости цркве, посебно радови Васе Поморишца, покретача и припадника групе „Зограф” имају велику уметничку вредност и важни су за историју српског сликарства у првој половини двадесетог века. Радови Kонстантина Пантелића, и поред тога што он не спада у прворазредне сликаре свога доба, такође поседују уметнички квалитет и битни су за компаративна истраживања сликарства деветнаестог века.

## Галерија
- Северна фасада
- Иконостас
- Ентеријер цркве
- Детаљи иконостаса
- Икона Богородице
- Приказ Мале Госпојине